# Palpares martini
Palpares martini is een insect uit de familie van de mierenleeuwen (Myrmeleontidae), die tot de orde netvleugeligen (Neuroptera) behoort. 
Palpares martini is voor het eerst wetenschappelijk beschreven door van der Weele in 1907.